# Décès en 1359
Décès
- 1355
- 1356
- 1357
- 1358
- 1359
- 1360
- 1361
- 1362
- 1363

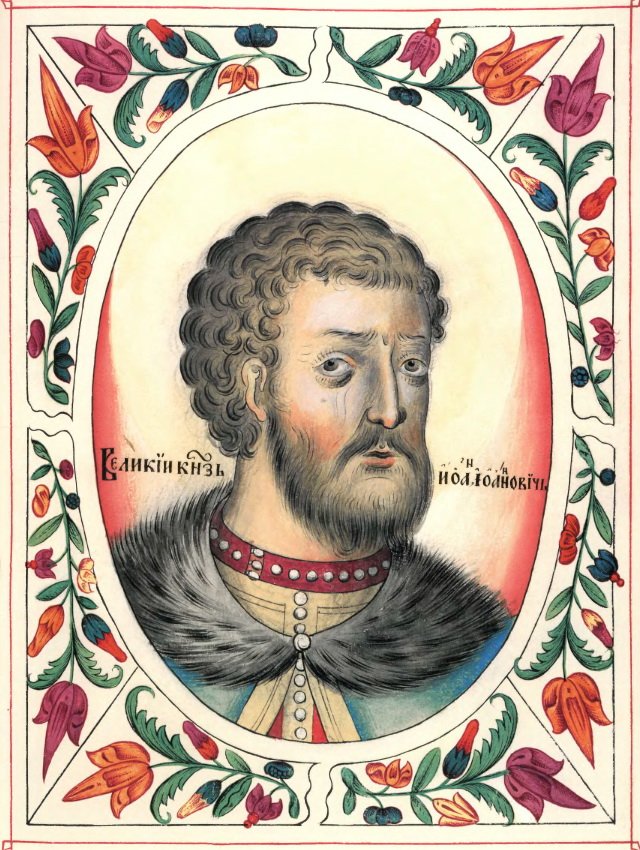
Ivan II de Russie, mort en 1359.

Cette page dresse une liste de personnalités mortes au cours de l'année 1359 :
- 25 avril : Albert von Hohenberg, évêque de Frisingue puis évêque de Wurtzbourg.
- 21 mai : Gauthier de Saint-Pern, évêque de Vannes.
- 21 juin : Éric XII de Suède, roi de Suède.
- septembre : John Grey, 1er baron Grey de Rotherfield, soldat et courtisan anglais.
- 27 septembre: Jean III de Holstein, comte de Holstein-Kiel et comte de Holstein-Plön.
- 10 octobre: Hugues IV de Chypre, roi de Chypre.
- 13 novembre : Ivan II de Russie, dit le Débonnaire, grand-prince de Moscou.
- 14 novembre : 
  - Grégoire Palamas, théologien grec.
  - Bernardino I da Polenta, homme politique italien.
- 25 décembre : Béatrice de Bavière,  reine consort de Suède et de Finlande.

- Jeanne de Belleville, surnommée La Tigresse bretonne ou La Lionne de Clisson ou La Lionne sanglante, est une corsaire.
- Béatrice de Castille, reine consort de Portugal.
- Berdibeg, Khan de la Horde d'or.
- Abu Inan Faris, sultan mérinide.
- Jacopo Dondi (dit Horologius), médecin et horloger italien.
- Cangrande II della Scala, surnommé par les Véronais Can Rabbioso (le Chien enragé), homme politique italien, membre de la dynastie scaligère.
- Robert de Mandagout, évêque de Marseille.
- Jacob II de Tarse, Catholicos de l'Église apostolique arménienne.
- Kyawswa II, quatrième souverain du Royaume de Pinya, dans le centre de la Birmanie (République de l'Union du Myanmar).
- André Lackfi, militaire et homme politique du royaume de Hongrie qui fut voïvode de Transylvanie.
- Nicéphore II Orsini, despote d’Épire.
- Wang Mian, peintre chinois.

## Crédit d'auteurs
- Cet article est partiellement ou en totalité issu de l'article intitulé « 1359 » (voir la liste des auteurs).